# آنتونیا ساندریچ
آنتونیا ساندریچ (کرواتی: Antonija Sandrić؛ زادهٔ ۱۹ مهٔ ۱۹۸۸) بازیکن بسکتبال زن اهل کرواسی است.
وی در مسابقات کشوری و بین‌المللی در مجموع برندهٔ ۱ مدال برنز شده‌است.